# Le Petit Prince (film, 1974)
Pour les articles homonymes, voir Petit Prince (homonymie).
Pour plus de détails, voir Fiche technique et Distribution.
Le Petit Prince (The Little Prince) est un film musical britannique et américain de Stanley Donen, livret et paroles de Alan Jay Lerner et une musique de Frederick Loewe, inspiré du livre homonyme d'Antoine de Saint-Exupéry et sorti en 1974.

## Synopsis
Le film reprend la trame du roman, Le Petit Prince, agrémenté de numéros musicaux.

## Fiche technique
- Titre original : The Little Prince
- Titre français : Le Petit Prince
- Réalisation : Stanley Donen
- Scénario : Alan Jay Lerner d’après Antoine de Saint-Exupéry
- Photographie : Christopher Challis
- Montage : Peter Boita et George Hively
- Direction artistique : Norman Reynolds
- Costumes : Tim Goodchild et Shirley Russell
- Décors : John Barry
- Lyrics : Alan Jay Lerner
- Musique : Frederick Loewe
  - Orchestrations : Angela Morley
  - Direction musicale : Douglas Gamley
- Chorégraphie : Ronn Forella et Bob Fosse
- Production : Stanley Donen pour Paramount Pictures
- Pays de production : Royaume-Uni, États-Unis
- Langue : anglais
- Genre : Film musical
- Format : Couleur - 1,78:1 - 35 mm - Stéréo
- Durée : 85 minutes
- Date de sortie : 
  - États-Unis : 7 novembre 1974

## Distribution
- Richard Kiley : Le Pilote
- Steven Warner : Le Petit Prince
- Bob Fosse : Le Serpent
- Gene Wilder : Le Renard
- Joss Ackland : Le Roi
- Clive Revill : L'Homme d'affaires
- Donna McKechnie : La Rose
- Victor Spinetti : L'Historien
- Graham Crowden : Le Général

## Récompenses et nominations
- Nomination au Golden Globe de la révélation masculine de l'année 1975 pour Steven Warner.